# François Heutte
François Heutte (født 21. februar 1938 i Chaumont-en-Vexin, Frankrig) er en tidligere fransk fodboldspiller, der spillede som angriber. Han repræsenterede en række klubber i hjemlandet og spillede desuden ni kampe for det franske landshold. Han var med på det franske hold ved EM i 1960.